# (4094) Aoshima
(4094) Aoshima ist ein Asteroid des Hauptgürtels, der am 26. August 1987 von den japanischen Astronomen Minoru Kizawa und Watari Kakei am Observatorium von Shizuoka (IAU-Code 883) in der Präfektur Shizuoka entdeckt wurde.
Der Asteroid wurde nach dem japanischen Amateurastronomen und Gründer der Gesellschaft der Amateurastronomen von Shizuoka (Shizuoka City Amateur Astronomers' Society), Masaki Aoshima (1947–1987), benannt.